# Handelen med Menneskeliv
Handelen med Menneskeliv er en dansk stumfilm fra 1917, der er instrueret af Hjalmar Davidsen efter manuskript af Georg Szél.

## Handling
Denne artikel mangler et handlingsreferat. Hjælp os med at skrive det.

## Medvirkende
- Johannes Ring - Hr. Lemaire
- Maja Bjerre-Lind - Fru Lemaire
- Johanne Fritz-Petersen - Nancy, Lemaires datter
- Carlo Wieth - Emile Bernhard
- Gerda Christophersen - Fru Gillemot
- Hugo Bruun - Jean
- Thorkild Roose - Grev de Saint-Joseph